# Alan White
Alan White (14. června 1949 Pelton – 26. května 2022 Seattle) byl anglický rockový bubeník. Od roku 1972 působil v progressive rockové skupině Yes, spolupracoval také s mnoha umělci, mezi něž patří například John Lennon, George Harrison, Joe Cocker, Ginger Baker a The Ventures.

## Životopis
Narodil se v Peltonu, County Durham. Učil se hrát na piano a v šesti letech přešel na bicí, ve třinácti již hrál v místních kapelách. Později, během 60. let, spolupracoval se skupinou Set Alana Priceea, když předtím v roce 1968 na pozvání Steve Winwooda hrál v Airforce Gingera Bakera. V následujícím roce 1969 mu zavolal John Lennon (Alan si myslel že je to žert), který ho požádal, aby se přidal k Plastic Ono Band pro show, která se pak stala hitovým albem, Live Peace in Toronto. Vystupoval také na Lennonově legendárním albu Imagine a singlu „Instant Karma“. Když Lennon představil Whitea George Harrisonovi, byl požádán, aby účinkoval na jeho albu All Things Must Pass.
V roce 1972, když byl White na turné s Joe Cockerem, dostal pozvání od skupiny Yes, aby nahradil Billa Bruforda, který odešel ke King Crimson. Tři dny po setkání Jon Andersonem a Chris Squirem hrál White na prvním americkém turné skupiny k albu Close to the Edge. White se musel za tři dny naučit repertoár alba Close to the Edge a se skupinou si navzájem dali tříměsíční limit na to, jestli do skupiny zapadne. Zapadl a tak se již přes 30 let objevuje na každém novém albu skupiny.
Alan White vydal své jediné sólové album Ramshackled v roce 1976. Ačkoliv je toto album považováno za Whiteovo solo album podle jména, vše kromě hry na bicí (a včetně autorství všech skladeb) je práce najatých hudebníků, kteří Whiteovi pomáhali realizovat toto album.

## Diskografie
Solo
- Ramshackled (1976)

White
- White (2006)

Yes
- Yessongs (1973)
- Tales from Topographic Oceans (1973)
- Relayer (1974)
- Going for the One (1977)
- Tormato (1978)
- Drama (1980)
- 90125 (1983)
- Big Generator (1987)
- Union (1991)
- Talk (1994)
- Keys to Ascension (1996)
- Keys to Ascension 2 (1997)
- Open Your Eyes (1997)
- The Ladder (1999)
- Magnification (2001)
- Fly from Here (2011)
- Heaven & Earth (2014)

The Alan Price Set
- A Price on His Head (1967)
- The Amazing Alan Price (EP), (1967)
- This Price is Right, (1968)

John Lennon and The Plastic Ono Band
- John Lennon/Plastic Ono Band, 1970
- Live Peace in Toronto, September 13 1969
- Imagine, (John Lennon, 1971)
- Fly, (Yoko Ono, 1971)

Hostování a sessions
- The Downbeats: „My Bonnie“ (single)
- The Blue Chips: „I'm on the Right Side“ (single)
- The Blue Chips: „Some Kind of Loving“ (single)
- The Blue Chips: „Good Loving Never Hurts“ (single)
- The Gamblers: „Dr Goldfoot (and His Bikini Machine)“ (single)
- Happy Magazine: „Satisfied Street“ (single)
- Happy Magazine: „Who Belongs to You“ (single)
- Johnny Almond Music Machine: Patent Pending (1969)
- Johnny Almond: „Solar Machine“ (single) (1969)
- Doris Troy: You Tore Me Up Inside
- Billy Preston: Encouraging Words (1969)
- George Harrison: All Things Must Pass (2001)
- Gary Wright: Extraction (1970)
- Denny Laine and Balls: „Fight for My Country“ (single) (1971)
- Jesse Davis: Jesse Davis
- Sky: Don't Hold Back (1971)
- Brian Short: Anything for a Laugh (1971)
- Donovan: „The Music Makers“ (1973)
- Chris Squire: Chris Squire's Swiss Choir (2007; re-release of „Run with the Fox“)

a spolupráce s hudebníky jako Rick Wakeman, Steve Howe, Billy Sherwood, Trevor Rabin, Esquire and The Syn